# 斜视
斜視（strabismus）又称眼位不正，俗稱鬥雞眼、脫窗眼等，是眼球位置的不正常狀況，當雙眼注視某個物體時，雙眼無法準確地直視該物體，但單眼可以控制聚焦於某物體上。這種徵狀可能是偶一為之也可能經常發生，如果在孩童時期常常發生，可能導致弱視或喪失空間知覺，如果發生在成年期，則有可能導致複視。以下原因可能造成斜視的發生，如肌肉萎縮、遠視、腦部病變、創傷或感染。風險因子包含早產及腦性麻痺，家族病史也是其中之一。
斜視有以下幾種類型，雙邊眼球內聚的內斜視、雙邊眼球分散的外斜視、以及雙眼無法垂直對正的上斜視。上述類型也可依症狀是否是在目視任一方向時都出現，還是目視特定方向才會出現來分類。診斷的方式是藉由光照當事人的眼睛，觀察確認其瞳孔是否維持在中心位置。腦神經疾病也可能會有類似斜视的徵狀。治療方式依斜視的類型及潛在病因而有所不同，如配戴眼鏡，也有可能會進行斜视手术，有些類型越早動手術越好。患有斜視的兒童約佔2%。

## 词源
英语「strabismus」，来自希腊语的「strabismós」，原意即「斜眼看」。

## 分類
斜視的分類主要循兩種途經：
1. 患者眼睛的對焦位置：
  - 斜視的眼睛向外側傾斜，稱為外斜視
  - 斜視的眼睛向內側 (鼻樑) 傾斜，稱為內斜視
  - 斜視的眼睛向上方或下方傾斜，稱為上斜視或下斜視
  - 斜視的眼睛的視軸作順時針或逆時針傾斜者，稱為旋轉斜視[4]
2. 斜視是否在外觀上顯現出來：
  - 可以從外觀上觀察到的斜視稱為顯性斜視
  - 如患者平時視物時並無異樣，只有在特殊情況下才出現斜視，則稱為隱性斜視

一般而言，內、外斜視比上、下斜視常見。

## 成因
人類的眼球由眼外肌控制運動。當人觀看事物時，大腦會根據視神經收到的影像而控制外眼肌的運動。如果視神經、大腦或眼外肌任何一處出現問題而無法正常運作，便可能引致斜視。另外，如果雙眼視力不平均而影響雙眼視覺能力，也有可能產生斜視。
任何在出生後六個月內出現的斜視皆稱為先天斜視。健全嬰兒的先天斜視多以內斜視為主，而先天外斜視多為神經系統、面部出現毛病，或為其他視力問題的表徵。另外，兒童在發育期間，由於兩眼之間的距離較闊，呈視內、外側的眼白不對稱，未必屬於斜視。
在出生六個月以後才出現的斜視稱為後天斜視。除了視力因素外，頭部創傷、腫瘤、高血壓、糖尿病、中風，以及接受化療都是後天斜視的可能成因。

## 影響
斜視可能令腦部無法把從雙眼接收的兩個影像合併，形成複視問題。大腦可能會放棄從斜視眼接收的影像以避免複視，從而令斜視眼發展成弱視。沒有得到治理的弱視眼可能會退化，導致失明。
斜視眼除了影響外觀，也會使患者喪失立體感 (Stereoscopic vision) ；主要是由於腦部對斜視眼所接收的影像訊息加以抑制。若惰性眼在 7歲前得不到適當的治療，通常就會變成永久性的，而喪失的視力亦不能戴眼鏡來矯正。

## 確診方法
若被懷疑患上斜視，通常會轉介至眼科醫生進行評估，以查看斜視的原因。少於四個月大的嬰孩因為視覺系統正在發展，所以出現間歇性斜視可為正常，但若嬰孩的斜視持續出現，則應盡快去找眼科醫生作檢查。
眼科醫生會為小孩進行不同的測試和檢查以評估他們的視力、量度斜視度數、判斷斜視屬間歇型或是持續型，更會利用特殊的棱鏡以測量斜視量。同時，醫生也會對照患者的斜視情況，觀察小孩能否自行對齊眼睛。
除此之外，醫生還會為小孩進行詳盡的眼部檢查，以查看是否有任何導致斜視的眼疾如白內障、先天性視網膜問題等，任何屈光不正也會被評估。於很罕見的情況下，若有其他斜視的可疑成因，小孩或需要進行眼睛和大腦的掃描。

## 預防及治療
先天斜視無法預防。驗眼和矯正、平衡雙眼視力，可以預防因視力問題而產生的後天斜視。
由於斜視會發展成弱視，醫學界普遍認為斜視應盡早得到治療。部份患者可能需在 2 歲前矯正斜視問題。
斜視的治療可分為手術及非手術兩種：

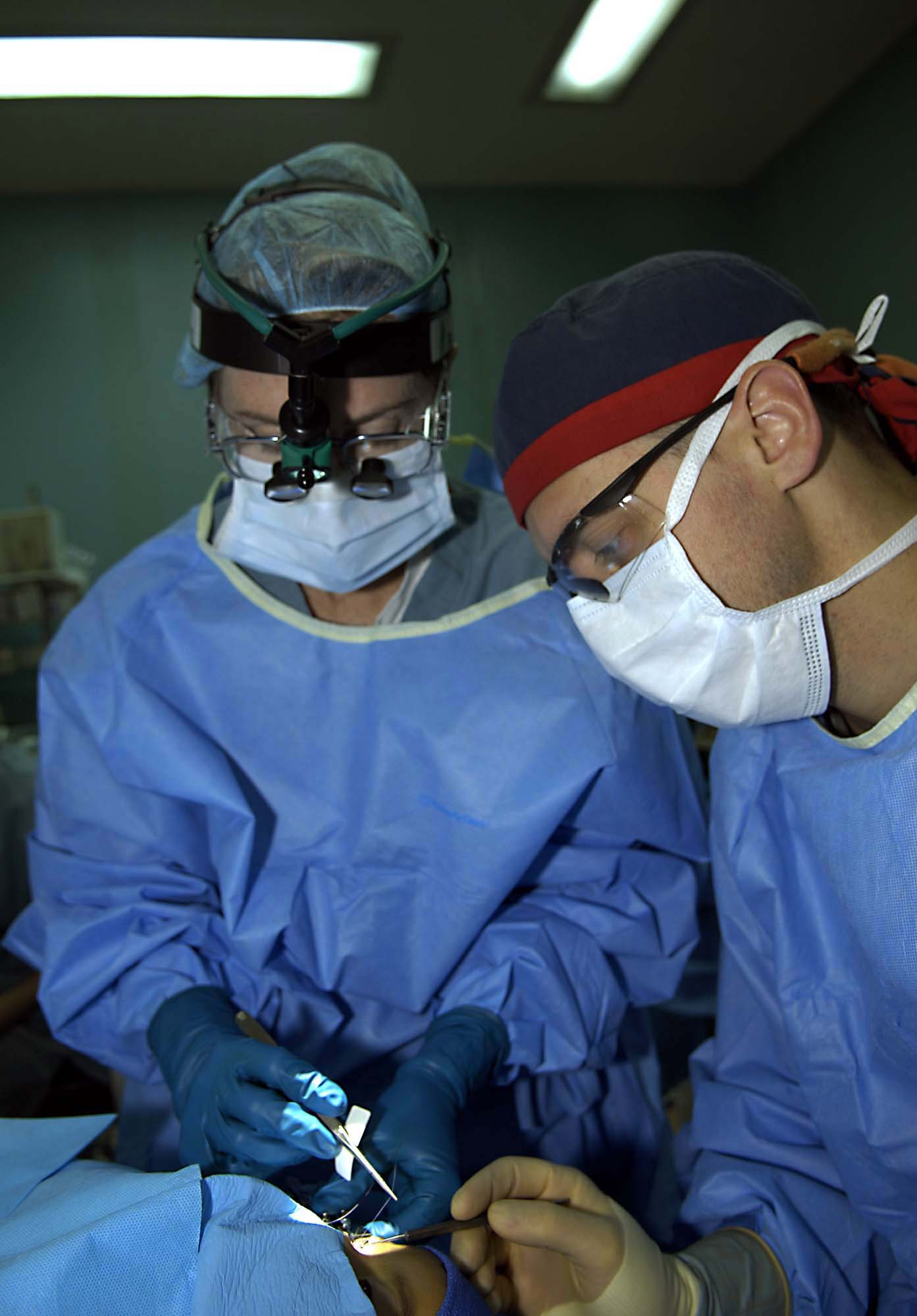
美國海軍醫療人員為一名八個月大的尼加拉瓜嬰兒進行斜視矯正手術

- 眼外肌手術主要指以手術調整眼外肌以矯正視軸。除了傳統手術外，醫療人員也可能選擇注射肉毒桿菌毒素放鬆斜視眼的眼肌[4][1]。此方法常用於矯正先天斜視或上、下斜視[6]。
- 對於雙眼視力不平衡引致的斜視，醫療人員會建議患者配戴適合的眼鏡（例如配有稜鏡鏡片的眼鏡）以矯正或平衡斜視眼的視力[6][1]。
- 醫療人員也可能選擇以遮蔽或眼藥水等方法，令較正常的眼睛的視力變得模糊，平衡雙眼視力以矯正斜視[1]。
- 视轴校正医师（orthoptist）

## 斜視手術的過程與風險
斜視手術會在全身麻醉下進行，可為單眼的或雙眼的，此手術的風險低，很少出現併發症。斜視手術涉及「收緊」或「放鬆」控制眼球運動的肌肉，肌肉附於眼外一層薄薄的結膜之下。把肌肉重新定位可使其放鬆，縮短肌肉則可使其收緊。將內側直肌重新定位可把「向內」的眼球移至正常眼位，以治療內斜視。
另一方面，將橫向直肌重新定位則可把「向外」的眼球拉回正常眼位，以治療外斜視。於其他情況下，醫生或需同時使用「收緊」及「放鬆」肌肉的技術。
患者可能會於手術後出現重影，但當大腦稍作適應後，重影便會消失。術後眼睛可能會有點紅，眼球會有輕微的感染風險、出血和損傷。於個別情況下，患者或需接受兩次或以上的手術治療以糾正斜視。
即使手術成功，斜視亦有可能於多年後復發。